# 臨江寺石坊群
臨江寺石坊群位於四川省自貢市富順縣，文物遺址年代判定為清。2012年7月16日公佈為第八批四川省文物保護單位。

## 簡介[2]
臨江寺石坊群位於四川省自貢市富順縣富世鎮印花莊社區沱江岸邊，東西排列三座，相距40-120公尺。臨江寺石坊群文字記錄較清楚、完整，楹聯工整，寓意深刻。石坊群排列錯落有致，結構設計科學合理，建造牢固雄偉，石刻工藝精細，建築精美，石雕彩繪人物、花卉、祥獸文字生動靈氣，極具藝術欣賞價值。1985年，臨江寺石坊群被富順縣人民政府公佈為縣級文物保護單位。
- 臨江寺邱氏吳氏節孝坊，條石砌築，四柱三通，雙重鰲角，通高6公尺，面闊6.6公尺。
- 臨江寺范氏節孝坊，重簷歇山式，四柱三通，條石砌築，通高8公尺，面闊6.7公尺。
- 臨江寺何氏節孝坊，重簷歇山式，磚石結構，通高8公尺，面闊6.8公尺。